# 南比企窯跡群
座標: 北緯35度59分26.5秒 東経139度18分51.5秒 / 北緯35.990694度 東経139.314306度
南比企窯跡群（みなみひきようせきぐん）は、埼玉県比企郡鳩山町を中心に嵐山町南部、ときがわ町東部など比企南丘陵一帯に分布する大規模な須恵器焼成窯跡群の総称。確認された窯跡は57支群以上、総数は数百基に達する。窯跡群のうち石田遺跡・新沼窯跡・天沼遺跡は「南比企窯跡」として国の史跡に指定されている。

## 概要

### 操業、製品の普及、窯跡の分布と工人集落
8世紀初頭から操業を始めた山下窯跡群など泉井、熊井、赤沼地区では、741年（天平3年）の国分寺創建にさけがけて窯業生産が行われていたことが判明している。赤沼瓦窯では、国分寺の瓦のほかに、北武蔵地方の群名瓦を焼いていたことが知られている。この窯跡群の須恵器は、奈良時代には、相模（現神奈川県）や下総（現千葉県）方面にまで製品を供給し、一般農民層への須恵器の普及により生産を増大、比企、入間など北武蔵の南部では、それまでの土師器坏を駆逐していったことが判明している。
北側の支群としてときがわ町の亀の原窯跡群と嵐山町の将軍沢窯跡群があるが、中心になるのは鳩山町大字赤沼字広町地区などにゴルフ場造成工事に先立って窯跡50基、ロクロピットを伴う須恵器工人集落の竪穴建物跡150軒、粘土採掘坑561基が検出された鳩山窯跡群で、この窯跡群の名称を冠した遺跡調査会によって1984年から85年にかけて発掘調査が行われた。工人集落は、窯と地続きの2～3軒で一群をなしており、全盛期には7～8群あったと推定されている。支群とされる亀の原窯跡群は、ときがわ町日野原を中心に、2支群7基以上の窯跡があることが確認されている。将軍沢窯跡群は、嵐山町将軍沢地区を中心にときがわ町日野原地区まで伸びている6支群40基以上の窯跡群である。10基の窯跡が確認された鶴巻窯跡群、9世紀後半の須恵器窯1基が調査された日野原窯跡群がある。この2つの大きな支群の操業が活発化するのは9世紀にはいってからであるが、南比企窯跡群としては、生産活動が徐々に衰退していくことになる。

## 窯体の構造、製品の特徴
窯体の構造は、半地下式無段の登り窯（窖窯）で、窯床は、20°前後の勾配で、礫や甕の破片、焼成に失敗した須恵器坏を伏せて粘土で固め、焼台として焼成する器を水平に保っていた。南比企窯跡群産の須恵器の胎土の特徴は、石英、輝石などの砂粒を含み、粗密で、胎土となる粘土中に含まれた海綿骨針の化石が焼成時に浮かびあがったものが白色針状物質と呼ばれていて、他の窯跡の製品と区別する特徴となっている。